# Салме (река)
Са́лме (эст. Salme jõgi) — река в Эстонии, на острове Сааремаа.

## Общие сведения
Протекает по землям деревень Ласси, Суурна, Техумарди и Юэдибе, посёлка Салме и по территории природоохранной зоны Каугатома-Лыу.
Площадь водосбора — 22,8 км2, длина с притоками — 4,5 км. Относится к рекам со светлыми водами и малым содержанием органического вещества (типы IB, IIB, IIIB).
В Салме впадают каналы Пядама и Техумарди. Протекает через заливное озеро Рака. Впадает в Балтийское море в районе мыса Лайдунина.
Является уникальной рекой, так как на всём своём протяжении может течь то в одну, то в другую сторону в зависимости от того, с какой стороны уровень моря выше. Когда дует западный ветер, поднимается уровень воды в Балтийском море, и река начинает течь в сторону посёлка Салме; когда дует сильный южный ветер, уровень моря поднимается в Рижском заливе, и река начинает течь в противоположную сторону — к деревне Ласси.

## История
Ещё во времена викингов река Салме была судоходным проливом. На картах XVIII века видно, что Сырве отделён от Сааремаа широким водоразделом. Непрерывный процесс подъёма земной поверхности привёл к его значительному сужению.
9 мая 2009 года были проведены работы по восстановлению водотока реки, объединяющего Рижский залив с остальной частью Балтийского моря. Продолжение очистки реки создаёт более быстрый поток воды, что также помогает восстановить экологический баланс водоёма.

## Народные сказания
Согласно эстонским народным сказаниям, река Салме возникла потому, что великан Ванапаган хотел отделить полуостров Сырве (Сырвемаа) от острова Сааремаа и затем утопить Сырвемаа вместе с его жителями в море. Но те узнали о намерении Ванапагана и обратились за помощью к Большому Тыллю. Тылль нашёл Ванапагана и бросил в него улей с пчёлами. Отбиваясь от пчёл, Ванапаган не успел завершить своё злое дело и бежал прочь.